# Сан-Диего Торос
«Сан-Диего Торос» — бывший футбольный клуб из США, Сан-Диего (Калифорния), который в 1968 году участвовал в Североамериканской футбольной лиге в течение дебютного сезона.
Команда, чьи владельцы были из Лос-Анджелеса, играла все свои домашние матчи на стадионе «Бальбоа», деля его с футбольной командой «Сан-Диего Чарджерс». В турнире дела шли хорошо, клуб выиграл полуфинал в своем дивизионе, обыграв «Кливленд Стокерс». Позднее он был побежден в финале командой «Атланта Чифс». Однако ограниченное число посетителей заставило владельцев прекратить своё участие в Лиге, которое, по их мнению, не было выгодно. Команда была распущена, и до появления «Сан-Диего Сокерз» калифорнийский город оставался без профессионального футбола.

## Достижения
- Чемпионство дивизиона NASL: 1 (Тихоокеанский дивизион, 1968).